# Florian Abel (Fußballspieler)
Florian Abel (* 14. August 1989 in Oberhausen) ist ein deutscher Fußballspieler.

## Karriere
Florian Abel trat im Kindesalter seinem Heimatverein Rot-Weiß Oberhausen bei und blieb ihm durch die ganze Jugend treu. In der U-23 übernahm er schon in jungen Jahren eine gewichtige Rolle und wurde Kapitän des Teams. Nach dem Meisterschaftsgewinn in der Landesliga Niederrhein und dem Aufstieg der Reservemannschaft in die Niederrheinliga, die sechsthöchste Spielklasse, bekam er in der ersten Mannschaft in der 2. Bundesliga am letzten Spieltag der Saison 2009/10, als der Klassenerhalt bereits sicher war, einen Einsatz in der Schlussviertelstunde. Im Jahr darauf hatte Abel erneut Perspektiven für die erste Mannschaft, verpasste aber die Saisonvorbereitung wegen einer Verletzung. Auch als die Profimannschaft wieder in den Abstiegskampf geriet, wurde er nicht eingesetzt, dafür kam er für die U-23 auf 33 Spiele und acht Tore. Nach dem Abstieg der ersten Mannschaft stand er ab 2011 dann fest im Drittligakader. Vor der Saison fiel er wegen eines Muskelbündelrisses erneut aus und so dauerte es bis zum 9. Spieltag, bevor er seinen ersten Drittligaeinsatz bekam. Sein erstes Tor für die erste Mannschaft erzielte er am 17. Spieltag beim 2:1-Sieg gegen den SV Wehen Wiesbaden. Nach einer für ihn enttäuschenden Saison 2011/12 mit nur zwölf Ligaeinsätzen (Mittelfußbruch im März 2012) und dem Abstieg seines Vereins aus der 3. Liga wechselte Florian Abel im Sommer 2012 zum Regionalligisten Wuppertaler SV. Nach dem Rückzug der Wuppertaler in die Oberliga verließ er den Verein und wechselte zur Saison 2013/14 zum Regionalligakonkurrenten Alemannia Aachen. Nach zwei Jahren wurde sein auslaufender Vertrag nicht verlängert und Abel wechselte zur Spielzeit 2015/16 zum KFC Uerdingen 05 in die Oberliga Niederrhein. Im Sommer 2016 verpflichtete ihn der Landesligist SV Sonsbeck. Nach eineinhalb Jahren verließ er Sonsbeck in der Winterpause 17/18. Abel schloss sich für die Rückrunde dem Oberligisten TuRU Düsseldorf an. In der Sommerpause 2018 unterschrieb er einen Zweijahresvertrag beim 1. FC Bocholt. Nach Verlängerung desselben konnte er 2022 mit den Münsterländern den Aufstieg in die Regionalliga West feiern, auch nach seiner Rückkehr nach Uerdingen im Jahr 2023 gelang ihm nach einem Jahr der Aufstieg in die Regionalliga West. Zur Spielzeit 2024/25 schloss sich Abel dem Essener Landesligisten FC Kray an.
Sein Vater Günter Abel spielte als Profi ebenfalls für RWO und war bis 2015 Trainer des VfB Homberg.

## Erfolge
- Aufstieg in die Niederrheinliga 2010 mit RW Oberhausen II